# Marc Rosset
Marc Rosset, född 7 november 1970 i Genève i Schweiz, är en schweizisk tidigare tennisspelare. Rosset är bäst ihågkommen för sin hårda serve och för att han vann herrarnas singeltitel vid Olympiska sommarspelen 1992 i Barcelona.